# Norval MacGregor
Norval MacGregor (River Falls, 3 ottobre 1862 – Santa Cruz, 21 novembre 1933) è stato un regista, attore e produttore cinematografico statunitense.

## Biografia
Nato il 3 aprile 1862 a River Falls, nel Wisconsin, Norval MacGregor esordì come regista nel 1913 in The Ball of Yarn,  un cortometraggio scritto e interpretato da Nell Shipman, un'attrice e regista molto nota per i suoi film sulla natura. Con lei, MacGregor girò anche la pellicola seguente. Subito dopo, il regista cominciò a lavorare alla Selig Polyscope, compagnia per cui girò la maggior parte dei suoi film.
Nel 1914, anno in cui MacGregor diresse ben trentasei pellicole, il regista fece il suo esordio anche come attore, apparendo nel cast di The Spoilers.

## Filmografia

### Regista
- One Hundred Years of Mormonism (1913)
- The Quality of Mercy – cortometraggio (1913)
- Granddaddy's Boy – cortometraggio (1913)
- The Open Door – cortometraggio (1913)
- The Ball of Yarn (1913)
- At Cross Purposes – cortometraggio (1914)
- Conscience and the Temptress – cortometraggio (1914)
- The Old vs. the New – cortometraggio (1914)
- Their Lesson – cortometraggio (1914)
- King Baby's Birthday – cortometraggio (1914)
- The Better Way – cortometraggio (1914)
- The Story of Venus – cortometraggio (1914)
- The Story of Cupid – cortometraggio (1914)
- The Story of Diana – cortometraggio (1914)
- Red Head Introduces Herself – cortometraggio (1914))
- Red Head and Ma's Suitors – cortometraggio (1914)
- The Mother of Seven – cortometraggio (1914)
- Two Girls – cortometraggio (1914)
- At Last We Are Alone – cortometraggio (1914)
- The Taint of Madness – cortometraggio
- Teaching Father a Lesson – cortometraggio (1914)
- Second Childhood – cortometraggio (1914)
- Willie's Haircut – cortometraggio (1914)
- Castles in the Air – cortometraggio (1914)
- The Right to Happiness – cortometraggio (1914)
- Did She Cure Him? – cortometraggio (1914)
- A Woman Laughs – cortometraggio (1914)
- Muff – cortometraggio (1914)
- Carmelita's Revenge – cortometraggio (1914)
- The Jungle Samaritan – cortometraggio (1914)
- The Family Record – cortometraggio (1914)
- A Low Financier – cortometraggio (1914)
- The Harbor of Love – cortometraggio (1914)
- Oh! Look Who's Here! – cortometraggio (1914)
- You Never Can Tell – cortometraggio (1914)
- The Newsboy Tenor – cortometraggio (1914)
- An Embarrassing Predicament – cortometraggio (1914)
- Jimmie the Porter – cortometraggio (1914)
- The Mysterious Beauty – cortometraggio (1914)
- The Tonsorial Leopard Tamer – cortometraggio (1914)
- At the Transfer Corner – cortometraggio (1914)
- Cupid Turns the Tables – cortometraggio (1914)
- The Mysterious Black Box – cortometraggio (1914)
- A Surprise Party – cortometraggio (1914)
- Which Ham Is Schnappsmeir's – cortometraggio (1914)
- One Kiss – cortometraggio (1914)
- The Tail of a Coat – cortometraggio (1914)
- No Wedding Bells for Her – cortometraggio (1914)
- Wipe Yer Feet – cortometraggio (1915)
- The Snailburg Volunteers – cortometraggio (1915)
- She Wanted to Be a Widow – cortometraggio (1915)
- Cats – cortometraggio (1915)
- The Perfumed Wrestler – cortometraggio (1915)
- The Lady Killer – cortometraggio (1915)
- The Kidnapped Lover – cortometraggio (1915)
- And Then It Happened – cortometraggio (1915)
- Come 'Round an' Take That Elephant Away – cortometraggio (1915)
- Why Billings Was Late – cortometraggio (1915)
- Two Women and One Hat – cortometraggio (1915)
- Man Overboard – cortometraggio (1915)
- The Idol of Fate – cortometraggio (1915)
- At the Mask Ball – cortometraggio (1915)
- The Strategist – cortometraggio (1915)
- Red Wins – cortometraggio (1915)
- The Onion Patch – cortometraggio (1915)
- The Awful Adventures of an Aviator – cortometraggio (1915)
- The Kiss of Dishonor (1915)
- Colorado (1915)
- The Heart of a Tigress (1915)
- The Lion's Ward (1915)
- A Recoiling Vengeance (1916)
- The Target (1916)
- Small Town Stuff – cortometraggio (1916)
- Over the Garden Wall – cortometraggio (1917)
- No Place Like Home – cortometraggio (1917)
- Her Wayward Parents (1917)
- Mr. Bingo, the Bachelor – cortometraggio (1917)
- Everybody Was Satisfied – cortometraggio (1917)
- Romance and Roses – cortometraggio (1917)
- Rescuing Uncle – cortometraggio (1917)
- Bill and the Bearded Lady – cortometraggio (1917)
- Baseball at Mudville – cortometraggio (1917)
- The Bush Leaguer
- Innocence (1917)
- Children of Banishment (1917)
- Jacques of the Silver North (1919)
- Impulse (1922)
- Compassion, co-regia Victor Adamson (1927)

### Attore
- The Spoilers, regia di Colin Campbell (1914)
- The White Scar, regia di Hobart Bosworth e Ulysses Davis (1915)
- The Spirit of '76, regia di Frank Montgomery (1917)
- The Mutiny of the Elsinore, regia di Edward Sloman (1920)
- The Face on the Bar-Room Floor, regia di John Ford (1923)